# Plumatella vaihiriae
Plumatella vaihiriae är en mossdjursart som först beskrevs av Roxanne Irene Hastings 1929.  Plumatella vaihiriae ingår i släktet Plumatella och familjen Plumatellidae. Inga underarter finns listade i Catalogue of Life.